# Ciudad Arce
Ciudad Arce – miasto w zachodnim Salwadorze, w departamencie La Libertad, położone około 25 km na północny zachód od stolicy kraju San Salvadoru (oddziela je od stolicy wulkan San Salvador). Ludność (2007): 41,5 tys. (miasto), 60,3 tys. (gmina).
Miasto zostało nazwane na cześć Manuela José Arce, generała i prezydenta Zjednoczonych Prowincji Ameryki Środkowej w 1825–1829.